# Serguei Kopliakov
Serguei Kopliakov (en rus: Сергей Копляков) (Vorxa, Unió Soviètica 1959) és nedador belarús, ja retirat, guanyador de quatre medalles olímpiques.

## Biografia
Va néixer el 23 de gener de 1959 a la ciutat de Vorxa, població situada a la província de Vítsiebsk, que en aquells moments formava part de la República Socialista Soviètica de Belarús (Unió Soviètica) i avui dia de Belarús.

## Carrera esportiva
Especialista en la modalitat de crol, va participar, als 17 anys, en els Jocs Olímpics d'Estiu de 1976 realitzats a Mont-real (Canadà), on va aconseguir guanyar la medalla de plata en la prova dels relleus 4x200 metres lliures. En aquests mateixos Jocs participà en la prova dels 200 metres lliures, però fou eliminat en la primera ronda.
En els Jocs Olímpics d'Estiu de 1980 realitzats a Moscou (Unió Soviètica) aconseguí guanyar la medalla d'or en els 200 metres lliures, on establí un nou rècord olímpic amb un temps de 1:49.81 minuts, i en els relleus 4x200 metres lliures. Així mateix guanyà la medalla de plata en els relleus 4x100 metres estils, i finalitzà quart en els 100 metres lliures, aconseguint guanyar un diploma olímpic.
Al llarg de la seva carrera guanyà dues medalles al Campionat del Món de natació, una d'elles de plata, i cinc medalles al Campionat d'Europa de natació, tres d'elles d'or.